# 榎真生
榎 真生（えのき まお、1991年3月2日 - ）は、トップイーストリーグDiv.1BIG BLUESに所属するラグビー選手。

## プロフィール
- 千葉県出身[1]。
- ポジションはプロップ(PR)。
- 身長 178cm、体重 125kg
- ニックネームはまお。
- 世界学生バーバリアンズに選ばれたことがある[2]。
- U20日本代表に選ばれたことがある[3]。

## 略歴
2009年、流経大柏高校卒業後、明治大学に入る。なお流経大柏高校時代、高校日本代表に選ばれ、第32回高校東西対抗試合の参加メンバーに選出された。　　
2013年、明治大学卒業後、NECグリーンロケッツに加入。
2014年8月31日に行われたジャパンラグビートップリーグ第2節のヤマハ発動機ジュビロ戦に途中出場で公式戦初出場を果たす。 
2019年、BIG BLUESに加入。